# Arroyo San Antonio
Arroyo San Antonio o Villa San Antonio es una localidad argentina ubicada en el Departamento Calamuchita de la Provincia de Córdoba. Se encuentra sobre el arroyo homónimo, 1 km al sur del comienzo del Contraembalse Arroyo Corto, y a 4 km del embalse cerro pelado. 
Es una pequeña villa turística con servicios de alojamiento y que permite disfrutar de los cercanos diques, del mismo arroyo.
Se encuentra en las sierras de los comechingones, a 38 km de santa rosa de calamuchita y 17 km de la cruz.